# Кристина Сибила фон Золмс-Браунфелс
Кристина Сибила фон Золмс-Браунфелс-Грайфенщайн (на немски: Christina Sibylla von Solms-Braunfels-Greifenstein;* 22 март 1643 в Грайфенщайн, Хесен; † 16 юли 1711 в Динкелсбюл, Бавария) е графиня от Золмс-Браунфелс-Грайфенщайн и чрез женитба графиня на Йотинген-Балдерн в Баден-Вюртемберг.
Тя е дъщеря на граф Вилхелм II фон Золмс-Браунфелс-Грайфенщайн (1609 – 1676) и съпругата му графиня Йоханета Сибила фон Золмс-Хоензолмс (1623 – 1651), дъщеря на граф Филип Райнхард I фон Золмс-Хоензолмс и графиня Елизабет Филипина фон Вид-Рункел.
Баща ѝ Вилхелм II се жени втори път на 24 април 1652 г. за графиня Ернестина София фон Хоенлое-Шилингсфюрст (1618 – 1701).
Кристина Сибила фон Золмс-Браунфелс-Грайфенщайн е кръстена на 9 април 1643 г. в Грайфенщайн и умира бездетна на 16 юли 1711 г. на 68 години в Динкелсбюл, Средна Фанкония, Бавария.

## Фамилия
Кристина Сибила фон Золмс-Браунфелс-Грайфенщайн се омъжва на 7 януари 1666 г. в Райнфелс или в Грайфенщайн за граф Фердинанд Максимилиан фон Йотинген-Балдерн (* 25 декември 1640; † 9 май 1687 в Паркщайн), син на граф Мартин Франц фон Йотинген-Балдерн (1611 – 1653) и графиня Изабела Елеонора фон Хелфенщайн-Визенщайг († 1678). Бракът е бездетен.